# Vaulnaveys-le-Bas
Vaulnaveys-le-Bas is een gemeente in het Franse departement Isère (regio Auvergne-Rhône-Alpes). De plaats maakt deel uit van het arrondissement Grenoble. Vaulnaveys-le-Bas telde op 1 januari 2022 1.379 inwoners. 

## Geografie
De oppervlakte Vaulnaveys-le-Bas bedroeg op 1 januari 2022 11,9 vierkante kilometer; de bevolkingsdichtheid was toen 115,9 inwoners per km².

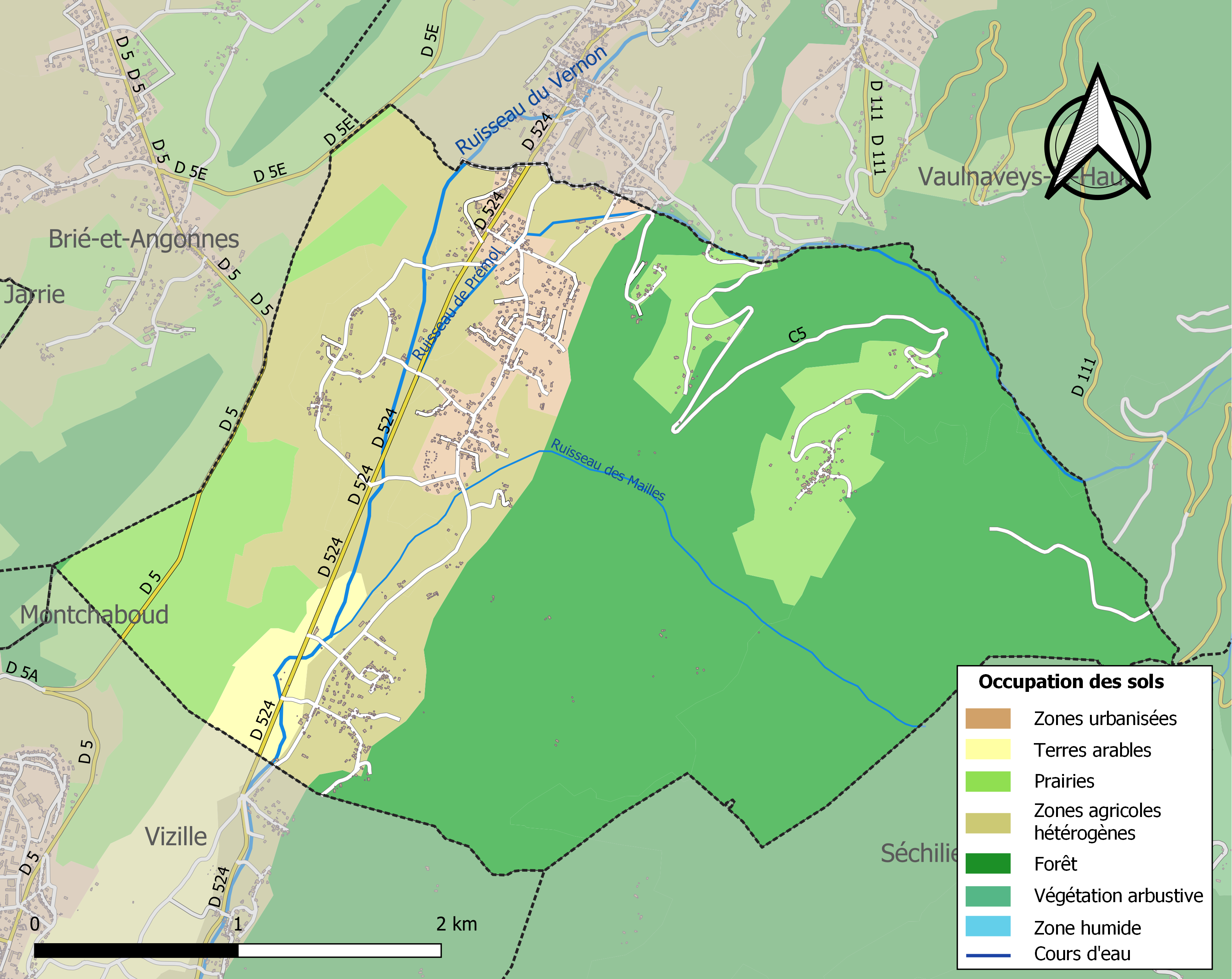
Kaart van de gemeente met de belangrijkste infrastructuur, bodemgebruik en omliggende gemeenten

## Demografie
Onderstaande figuur toont het verloop van het inwonertal (bron: INSEE-tellingen).